# Kosztorys ofertowy
Kosztorys ofertowy – dokument kosztowy, którego celem jest przedstawienie oferty cenowej wykonania robót budowlanych.
Kosztorys ofertowy opracowywany jest na potrzeby przetargu (lub negocjacji) na wykonanie robót budowlanych przez każdego z uczestników przetargu (negocjacji) i zawiera informacje o cenie
robót budowlanych, których wykonania chce się podjąć uczestnik przetargu. 
Podstawą do sporządzenia kosztorysu ofertowego są projekty wykonawcze oraz przedmiary robót.